# Ormyrus malabaricus
Ormyrus malabaricus is een vliesvleugelig insect uit de familie Ormyridae. De wetenschappelijke naam werd voor het eerst geldig gepubliceerd in 1999 door T. C. Narendran.